# Hydropsalis climacocerca
Hydropsalis climacocerca là một loài chim trong họ Caprimulgidae.